# 墨西哥湾沿岸平原

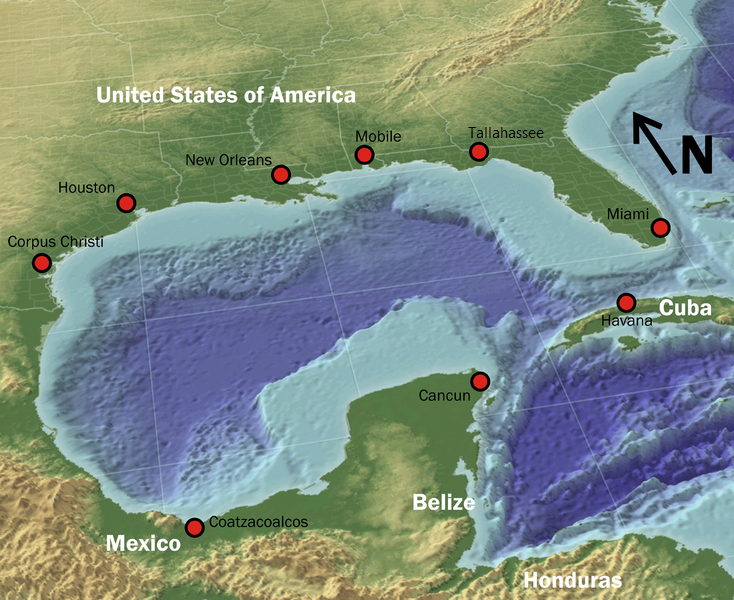
墨西哥湾和墨西哥湾沿岸平原

墨西哥湾沿岸平原（Gulf Coastal Plain）是位於墨西哥湾沿岸的美国南部和墨西哥东部的平原。從逆時針方向來說，具體位於佛羅里達狹地、乔治亚州西南部、阿拉巴马州的南部、密西西比州、田纳西州和肯塔基州西部、伊利諾伊州南部、密蘇里州布西爾、阿肯色州東南部、路易斯安那州、俄克拉荷马州東南角、得克萨斯州、塔毛利帕斯州、韋拉克魯斯州、塔巴斯科州和坎佩切湾的尤卡坦半岛。   